# Театр Массимо

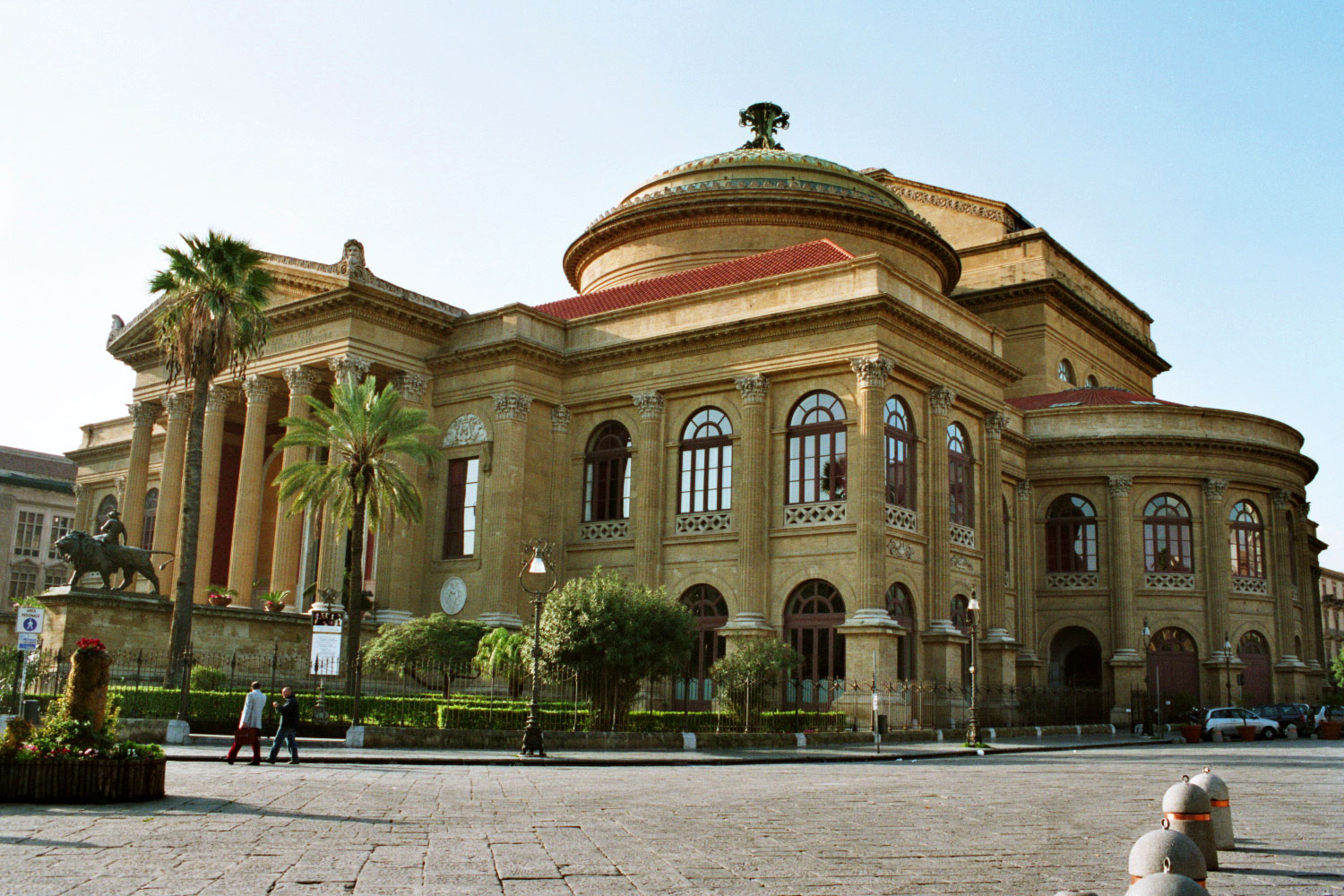
Театр Массимо

Театр Массимо (итал. Teatro Massimo) — оперный театр в Палермо, расположенный на площади Верди. Своё название он получил в честь короля Виктора Эммануила II. Он является крупнейшим в Италии и одним из самых больших в Европе, при этом отличаясь превосходной акустикой.
В 1864 году по инициативе мэра Палермо был объявлен международный конкурс на проект строительства крупного оперного театра в городе, который должен был украсить облик столицы, и напоминал о недавнем национальном единстве Италии. В итоге архитектором был назначен Джованни Баттиста Филиппо Базиле, который начал строительство 12 января 1874 года. После первых этапов постройки строительство было заморожено на 8 лет, и лишь в 1890 году оно вновь возобновилось. Спустя год после этого Базиле умер и его дело продолжил его сын Эрнесто. 16 мая 1897 года, спустя 22 года после закладки фундамента, театр открылся для любителей оперы, презентовав в тот день оперу Джузеппе Верди «Фальстаф», дирижёром которой был Леопольдо Муньоне.
Базиле был вдохновлён древней сицилийской архитектурой и таким образом театр был сооружен в неоклассическом стиле, включая элементы греческих храмов. Зрительный зал, выполненный в стиле позднего ренессанса в классической форме подковы с семью ложами, вмещает в себя 3000 человек. Скульптуры бюстов великих композиторов для театра изваял итальянский скульптор Джусто Лива и его сыновья.
В 1974 году театр был закрыт на полную реставрацию, но из-за политической нестабильности годы и коррупции она затянулась на 23 года. 12 мая 1997 года, за четыре дня до столетнего юбилея, театр вновь был открыт, но новый оперный сезон начался лишь спустя два года. Всё это время оперные постановки местной труппы показывались в двух небольших театрах по соседству.

## Интересные факты
- Заключительные сцены фильма «Крёстный отец 3» снимались в театре Массимо.